# Квадрупольна іонна пастка

Схема квадрупольної іонної пастки з позитивно зарядженою частинкою (темно-червона), оточеною хмаркою частинок із тим же зарядом (світло-червоні). Електричне поле E (блакитне) створюється квадрупольними кінцевими (a, позитивні) та кільцевим е (b). Рисунки 1 та 2 показують два стани упродовж циклу змінної напруги.

Квадрупольна іонна пастка, радіочастотна пастка або  пастка Пауля — різновид іонної пастки, в якій для уловлювання заряджених частинок використовується змінне електричне поле. Цей тип пастки винайшов Вольфганг Пауль, за що розділив Нобелівську премію з фізики 1989 року. Пастка Пауля використовується як складова мас-спектрометрів та в квантових комп'ютерах на захоплених іонах.

## Засади
Заряджена частинка, наприклад іон атома або молекули, реагує на електричне поле. Неможливо створити таку статичну конфігурацію електричних полів, що обмежувала б рух зарядженої частинки в усіх трьох напрямках (це твердження відоме як теорема Ерншоу). Однак, можливо створити середню силу такого обмеження, використовуючи змінне в часі електричне поле. Для цього потрібно перемикати обмежувальне й антиобмежувальне поле швидше ніж частинка втекла б з пастки. Відповідні пастки часто називають радіочастотними оскільки частота перемикання лежить у радіодіапазоні.
Найпростішою геометрією електричного поля в такій пастці є квадруполь,  хоча у спеціалізованих пристроях можуть використовуватися складніші геометрії. Електричні поля створюються електродами. Досконалий квадруполь створюється гіперболічними електродами, хоча іноді заради простоти виготовлення використовуються циліндричні електроди. Існують мікроскопічні іонні пастки, в яких електроди розміщені в одній площині, а область утримання — над цією площиною. Пастки можна розділити на два класи, залежно від того, чи коливання поля забезпечують утримання в трьох чи двох вимірах. У двовимірному випадку (так званій лінійній радіочастотній пастці), обмеження руху частинки в третьому напрямку забезпечується статичним електричним полем.
Починаючи з середини 1980-х у більшості пасток Паулі використовується гелій з тиском приблизно ~1 міліторр. Використання газу та моди селективної за масою нестабільності, розробленої Стаффордом зі співробітниками привело до появи перших комерційних тривимірних пасток.

## Теорія
Тривимірна пастка зазвичай складається з двох гіперболічних металевих кінцевих електродів, фокуси яких лежать навпроти один одного, та гіперболічного кільцевого електрода посередині. Іони захоплюються в області між трьома електродами змінними  та постійними електричними полями. Напруга змінного радіочастотного сигналу подається на кінцеві електроди, якщо бажано збудити іони, змінна напруга подається на кільцевий електрод. Хмарка іонів на одному півперіоді змінного поля розтягається вздовж осі, і згущується в радіальній площині. Потім, на іншому півперіоді, електричні сили розтягають хмарку іонів у радіальній площині й згущують вздовж осі. Тобто іони здійснюють складний рух, їхня хмарка то видовжується, то звужується почергово в різних напрямках.
Інтуїтивне пояснення та наближення найнижчого порядку аналогічне жорсткому фокусуванню в фізиці прискорювачів.  Оскільки сила змінює прискорення, положення відстає на півперіода (в наближенні найнижчого порядку). Частинки дефокусовані тоді, коли сила фокусована, і навпаки. Частинки, що перебувають далі від центра відчувають сильніше поле, коли поле фокусоване, ніж коли воно розфокусоване.

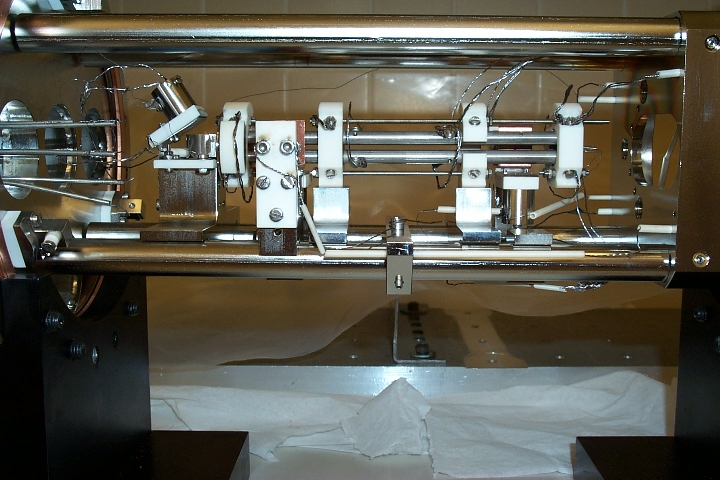
Лінійна іонна пастка в Університеті Калгарі

Квадрупольна іонна пастка має дві головні конфігурації: описана тривимірна та лінійна, що використовує 4 паралельні електроди. Використовується також спрощена прямокутна конфігурація. Перевага лінійного дизайну в тому, що збільшується кількість захоплених іонів (зокрема при доплерівському охолодженні) та в простоті, але вона накладає додаткові обмеження на моделювання. Пастка Пауля сконструйована так, щоб створити сідлову точку в конфігурації поля, але у випадку квадруполя ця сідлова точка не може обертатися навколо іона в центрі пастки. Вона може лише змінювати напрямок поля.  Через це рух іона в пастці описується рівнянням Матьє, яке можна розв'язати тільки чисельно.

### Рівняння руху
У полі квадруполя на іони діє сила, що повертає їх до центру пастки. Рух іонів у змінному силовому полі описується розв'язками рівняння Матьє. Його загальна форма, записана в безрозмірних змінних, має вигляд 
{\displaystyle {\frac {d^{2}u}{d\xi ^{2}}}+[a_{u}-2q_{u}\cos(2\xi )]u=0.}

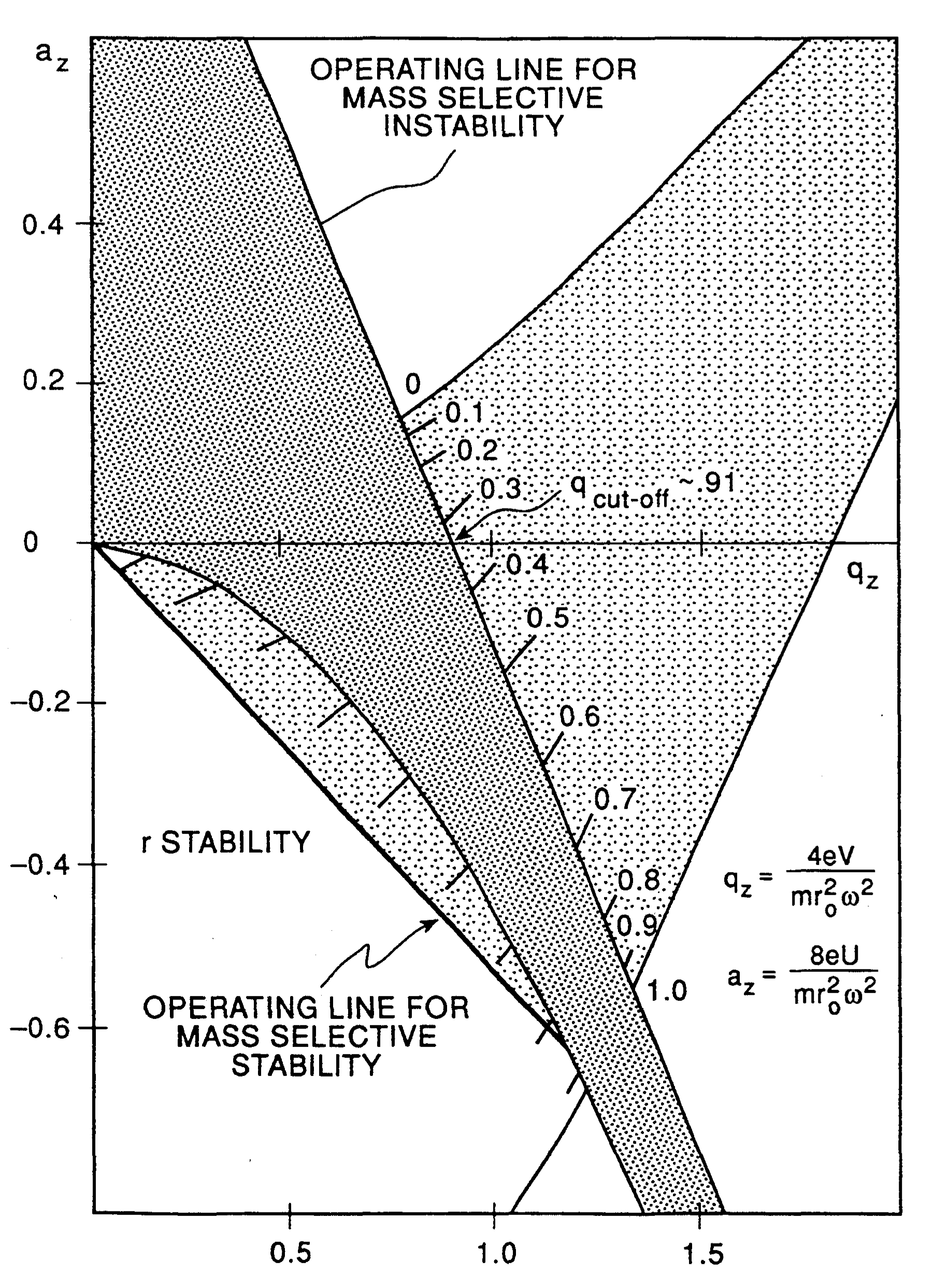
Діаграма стабільностей областей квадрупольної іонної пастки в залежності від напруги та частоти коливань поля. Рух іона стабільний там, де дві смуги перетинаються.

Для виводу цього рівняння треба розглянути силу, що діє на іон. Наприклад, в напрямку осі х ця сила дорівнює
{\displaystyle F_{x}=ma=m{\frac {d^{2}x}{dt^{2}}}=-e{\frac {\partial \phi }{\partial x}},}
де {\displaystyle \phi } — потенціал електричного поля, {\displaystyle m} — маса іона, {\displaystyle e} — елементарний електричний заряд. Для квадрупольної пастки потенціал {\displaystyle \phi } задається формулою:
{\displaystyle \phi ={\frac {\phi _{0}}{r_{0}^{2}}}{\big (}\lambda x^{2}+\sigma y^{2}+\gamma z^{2}{\big )}\!}
де {\displaystyle \phi _{0}\,} — зовнішній потенціал,  {\displaystyle \lambda \,}, {\displaystyle \sigma \,} та {\displaystyle \gamma \,} — певні коефіцієнти, що задають конфігурацію поля, а {\displaystyle r_{0}\,} — стала з розмірністю довжини. Для іонної пастки {\displaystyle \lambda =\sigma =1\,}, а {\displaystyle \gamma =-2\,}, для  квадрупольного фільтра маси {\displaystyle \lambda =-\sigma =1\,}, {\displaystyle \gamma =0\,}.
Зовнішній потенціал є сумою постійної та змінної частин
{\displaystyle \phi _{0}=U+V\cos \Omega t,\!}
де {\displaystyle \Omega } — циклічна частота змінної частини потенціалу.
Рівняння руху іона вздовж осі х набирає форми
{\displaystyle m{\frac {d^{2}x}{dt^{2}}}=-{\frac {2e}{r_{0}^{2}}}{\big (}U+V\cos \Omega t{\big )}x,\!}
що має вигляд рівняння Матьє. Аналогічні   рівняння можна отримати для руху вздовж інших осей.
Зведення рівняння до канонічної форми рівняння Матьє визначає його коефіцієнти;
{\displaystyle a_{x}={\frac {8eU}{mr_{0}^{2}\Omega ^{2}}},\qquad q_{x}=-{\frac {4eV}{mr_{0}^{2}\Omega ^{2}}},\!}
{\displaystyle a_{y}=a_{x}\qquad q_{y}=q_{x}\,},
{\displaystyle a_{z}=-{\frac {8eU}{mr_{0}^{2}\Omega ^{2}}},\qquad q_{z}={\frac {4eV}{mr_{0}^{2}\Omega ^{2}}}.\!}
Захоплення іона в пастку можна зрозуміти з аналіз областей стабільності двох рівнянь Матьє — для x-вої та z-вої складових поля в  залежності від коефіцієнтів. Цей аналіз проводиться чисельно. Результати продемонстровано на рисунку. Область стабільності — там де перетинаються дві смуги. Деталі можна знайти в книзі Мюллера-Кірстена. Тобто, для успішного захоплення іонів потрібно підібрати параметри потенціалів, розміри системи та частоту.

## Інші конфігурації радіочастотних іонних пасток

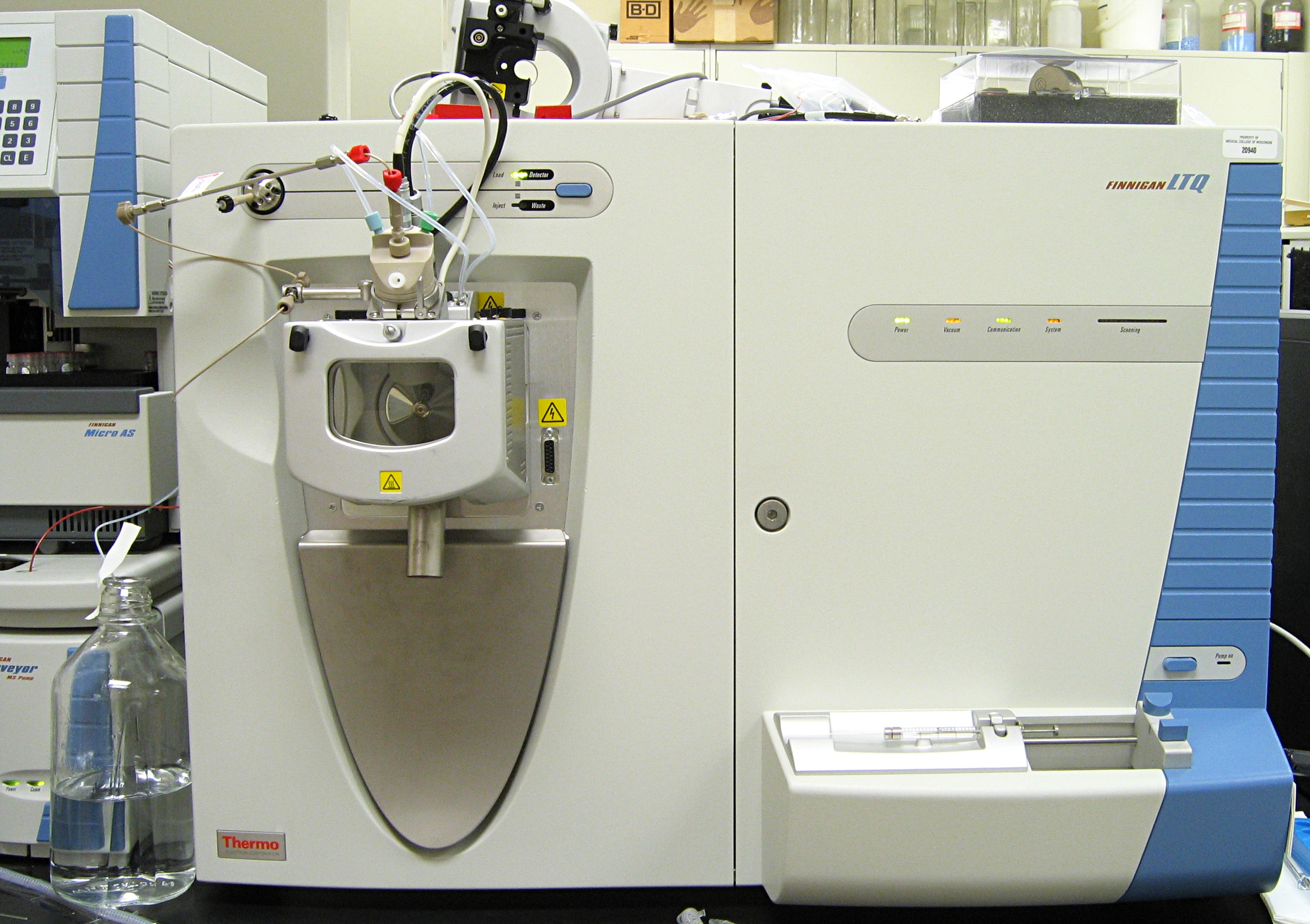
Лінійна квадрупольна пастка

Лінійна іонна пастка  використовує квадрупольні стрижні для обмеження руху іонів у площині перерізу та статичне поле кінцевих електродів для обмеженні їхнього руху вздовж осі. Лінійна форма дозволяє їй працювати як селективний фільтр мас або як пастка, для чого створюється потенціальна яма вздовж осі. Перевагами лінійної пастки є збільшення кількості іонів, які можна утримувати, швидше сканування та простота конструкції (хоча юстування квадрупольних стрижнів критично важливе, що вимагає контролю якості при виробництві додатково до складності виробництва деталей для тривимірних пасток).
Розроблені й виготовляються пастки з циліндричними, а не гіперболічними електродами. Структури з таких мікропасток використовуються при розрозбці мініатюрних мас-спектрометрів для детектування хімічних речовин при медичній діагностиці та в інших потреб.
Комбіновані радіочасткові пастки об'єднують у своїй конструкції іонні пастки Пауля та пастки Пеннінга. Одне з вузьких місць таких пасток є те, що вони можуть утримувати тільки однозарядні іони або іони з однаковими масами. Але в певних застосуваннях на кшталт виробництва антиводню важливо утримувати частинки з дуже різними масами. Для досягнення такої мети вздовж осі накладається однорідне магнітне поле.